# 阿弥陀寺 (下呂市)
阿弥陀寺（あみだじ）は、岐阜県下呂市御厩野にある臨済宗妙心寺派の寺院。阿弥陀如来を本尊とする。山号は岩屋山。

## 歴史
鎌倉時代に建立された大刹大威徳寺に属した西の坊という寺院の故地に、慶長年間、禅昌寺5世の功叔宗輔が建立した。その本尊は大威徳寺ゆかりのものであると伝わる。その後、火災に遭ったため、現在地に移転した。その後、昭和54年（1979年）に本堂が改築されている。
下呂市指定有形文化財として、江戸時代に建立された十王堂が寺に隣接して所在する。この十王堂はもと林畑の地にあったものを昭和33年（1958年）に移築したものである。